# Carl-Erik Ohlson
Carl-Erik Ohlson (23 de setembro de 1920 — 24 de dezembro de 2015) foi um velejador sueco, medalhista olímpico. Ele competiu nos Jogos Olímpicos de Verão de 1952 na classe 5.5 Metre e conquistou a medalha de bronze a bordo do Hojwa, ao lado de Folke Wassén e Magnus Wassén.
Ohlson, assim como seu irmão mais velho, Einar, foi um construtor naval de sucesso. Eles projetaram e construíram o iate Rush V, com o qual Lars Thörn se tornou campeão olímpico na mesma classe nos Jogos Olímpicos de 1956 em Melbourne.